# Ґражина Вольщак
Ґражина Боґуміла Вольщак-Сікора (пол. Grażyna Bogumiła Wolszczak-Sikora; нар. 7 грудня 1958, Ґданськ) — польська актриса театру, кіно і телебачення. В Україні найбільш відома за роллю Єннефер у польському 13-серійному телефільмі «Відьмак» 2002 року.

## Біографія
Ґражина Вольщак народилася 7 грудня 1958 року в місті Гданську, Поморське воєводство. Акторську освіту здобула 1983 року в Державній вищій театральній школі (нині Театральна академія імені Александра Зельверовича, Варшава). Дебютувала на сцені театру в 1982 році. Актриса театрів у Познані та Варшаві. Грає у виставах польського «театру телебачення» з 1996 року.

## Творчий доробок

### Фільмографія
| Рік       |    | Українська назва                                                           | Оригінальна назва                                              | Роль                              |
| --------- | -- | -------------------------------------------------------------------------- | -------------------------------------------------------------- | --------------------------------- |
| 2009—2021 | с  | Перше кохання                                                              | Pierwsza milosc                                                | Гражина Векслер (255 епізодів)    |
| 2003—2021 | с  | На вулиці Вспульна                                                         | Na Wspólnej                                                    | Барбара Бжозовська (633 епізоди)  |
| 2020      | ф  | Асиметрія                                                                  | Asymetria                                                      | пані Войцек                       |
| 2020      | в  | Рушаймо (аудіовистава)                                                     | Przeminelo                                                     | голос                             |
| 2020      | в  | Селяни 2050, або Агронауковці в часи кліматичної катастрофи (аудіовистава) | Chlopi 2050, czyli Agronauci w czasach katastrofy klimatycznej | голос                             |
| 2018      | в  | Місія: Незалежність (аудіовистава)                                         | Misja: Niepodleglosc                                           | Мати Мазуркевича (голос)          |
| 2018      | ф  | Податок на любов                                                           | Podatek od milosci                                             | Мальвіна                          |
| 2017      | с  | Отець Матеуш                                                               | Ojciec Mateusz                                                 | Клара Анджейчак (1 епізод)        |
| 2013      | кф | 128. Щур                                                                   | 128. Szczur                                                    | Мати азії                         |
| 2012      | с  | Галерея                                                                    | Galeria                                                        | Барбара Яблонська (9 епізодів)    |
| 2011      | ф  | Жіночо-чоловіча війна                                                      | Wojna zensko-meska                                             | О з телебачення                   |
| 2009      | кф | Польська кіноповість                                                       | Polska nowela filmowa                                          | Моніка                            |
| 2009      | ф  | Обмін                                                                      | Zamiana                                                        | дружина президента                |
| 2008      | с  | Далеко од ношів                                                            | Daleko od noszy                                                | Луїза (1 епізод)                  |
| 2006      | ф  | Я покажу тобі!                                                             | Ja wam pokaze!                                                 | Юдита Катажина Козловська         |
| 2002      | с  | (мінісеріал)                                                               | As                                                             | Юлія Рошак (1 епізод)             |
| 2002      | с  | Відьмак (мінісеріал)                                                       | Wiedzmin                                                       | Йеннефер (3 епізоди)              |
| 2001      | ф  | Відьмак                                                                    | Wiedzmin                                                       | Йеннефер                          |
| 2001      | тф | Інферно                                                                    | Inferno                                                        | Мати Анки                         |
| 1997—2001 | с  | Театр телебачення                                                          | Teatr Telewizji                                                | різні ролі (7 епізодів)           |
| 2000      | тф | Невідома різдвяна історія                                                  | Nieznana opowiesc wigilijna                                    | Боруньова                         |
| 2000      | тф | Жовтий шалик                                                               | Zólty szalik                                                   | бізнес-партнерка                  |
| 2000      | с  | На добре і на погане                                                       | Na dobre i na zle                                              | Кристина Анджейчак (1 епізод)     |
| 1999      | ф  | Усі мої близькі                                                            | Vsichni moji blízcí                                            | Ангеліка                          |
| 1999      | с  | Клан                                                                       | Klan                                                           | Анна Шафранська (5 епізодів)      |
| 1998      | с  | Матері, дружини та коханки II (мінісеріал)                                 | Matki, zony i kochanki II                                      | Ельжбета Кайзер (10 епізодів)     |
| 1998      | ф  | Балада про мийника вікон                                                   | La ballata dei lavavetri                                       | Гелена                            |
| 1998      | ф  | Повії                                                                      | Prostytutki                                                    | власниця квартири                 |
| 1998      | ф  | Наша дивна дитина                                                          | Unser fremdes Kind                                             | Ева                               |
| 1997      | тф | Полювання                                                                  | Polowanie                                                      | Мати Аліка                        |
| 1997      | ф  | Дуже чисте повітря                                                         | Un air si pur...                                               | Міледі                            |
| 1997      | с  | Театр Польського радіо (серія подкастів)                                   | Teatr Polskiego Radia                                          | 1 епізод (голоси)                 |
| 1996      | с  | Машина перетворень. Нові пригоди                                           | Maszyna zmian. Nowe przygody                                   | Мати Ніколая (2 епізоди)          |
| 1996      | ф  | Вуличні ігри                                                               | Gry uliczne                                                    | Марія                             |
| 1993      | тф | Капітан Конрад                                                             | Kapitan Conrad                                                 | Евеліна Корженьовська             |
| 1992      | тф | Фелікс Дзержинський висаджується у Варшаві                                 | Feliks Dzierzynski laduje w Warszawie                          |                                   |
| 1991      | с  | Йозеф Конрад (мінісеріал)                                                  | Joseph Conrad                                                  | 3 епізоди                         |
| 1991      | ф  | Дзвінки під контролем                                                      | Rozmowy kontrolowane                                           | Гражина Хохол                     |
| 1991      | ф  | Феміна                                                                     | Femina                                                         | повія                             |
| 1989      | ф  | Залізна рука                                                               | Zelazna reka                                                   | Агата                             |
| 1989      | ф  | Лава. Розповідь про «Дзядів» Адама Міцкевича                               | Lawa. Opowiesc o 'Dziadach' Adama Mickiewicza                  | дівчина / герцогиня               |
| 1989      | тф | Дондула                                                                    | Dondula                                                        | Дондула                           |
| 1989      | ф  | Доторкнись                                                                 | Dotknieci                                                      |                                   |
| 1988      | ф  | Закрити за собою двері                                                     | Zamknac za soba drzwi                                          |                                   |
| 1987      | с  | Звіт 07                                                                    | 07 zglos sie                                                   | Капітан Йовіта Попович (1 епізод) |
| 1986      | ф  | Маскарад                                                                   | Maskarada                                                      | юна акторка Юлька                 |

### Вибрані театральні роботи
- 1982 — Тригрошова опера / Бетта
- 1983 — Кінець Європи / мати
- 1983 — Чоловік і дружина / Юстисія
- 1984 — Боденське озеро / Сюзанна
- 1985 — Мати
- 1985 — Три сестри / Ірина
- 1987 — Молитва хворого перед ніччю / Наша мати
- 1992 — Життя — це диво / Сто криків
- 1994 — Здоровань / Берта
- 1996 — Процес / Лені
- 1997 — Тропічне божевілля / Джим
- 1997 — Історія милосердної / Янголиця
- 1999 — Марлен / Вівіан Гоффман
- 2002 — Убивство / Червона повія
- 2002 — In flagranti (На місці злочину) / Лулу
- 2005 — Pecunia non olet? (Гроші не пахнуть?) — міністерка
- 2007 — Колежанки / Міхаліна

### Театр телебачення
- 1996 — Король Момус / селянка
- 1997 — Книга раю / дружина Шимона Бера
- 1997 — Зачарований Гучіо / Фея
- 1999 — Тропічне божевілля / Джим
- 2001 — Гедеон / кузина

### Нагороди та відзнаки
- 2005 — номінація на звання найкрасивішої польки 2004 року
- 2007 — Премія китайського кінофестивалю «Золотий півень і сто квітів» (Сучжоу) за найкращу головну жіночу роль у фільмі «Я тобі покажу».